# Fernand Oubradous
Fernand Oubradous (Parijs, 12 februari 1903 - aldaar, 6 januari 1986) was een Frans componist, fagottist en docent.

## Leven en activiteiten
Hij was de zoon van een fagottist en studeerde aan het Conservatoire de Paris bij André Bloch. Hij studeerde af met een Premier prix. In 1927 richtte hij samen met Myrtil Morel, de solo-hoboïst van de Concerts Colonne en Pierre Lefebvre, de eerste klarinettist van de Concerts Lamoureux een rietblazerstrio op, het Trio d'anches de Paris. Henri Martelli componeerde een stuk voor hun eerste concert. Het trio heeft concerten gegeven in heel Frankrijk, Zwitserland en Duitsland en speelde de wereldpremière van werken van de componisten Albert Roussel (zijn onvoltooide Rietblazerstrio), Darius Milhaud, Jacques Ibert, Reynaldo Hahn,  Pierre-Octave Ferroud, Georges Auric, Henry Barraud en Daniel Lesur.
In 1934 werd Oubradous solofagottist van de Concerts Straram en het Orchestre national de la Radio Diffusion Française. In 1935 ging hij spelen in het orkest van de Opera van Parijs en in 1936 bij de Société des concerts du conservatoire.
Van 1944-1969 was Oubradous docent kamermuziek aan het Conservatoire de Paris, en de jaren 1954-1958 ook verbonden aan het Mozarteum in Salzburg. Hij was chef-dirigent van 1944-1979 van de Association des concerts de chambre de Paris. In 1959 richtte hij de Academie internationale d'été de Nice op, waarvan hij voorzitter was tot zijn dood. Hij stierf in Paris na een ziektebed met obstipatie.

## Componist
Hij componeerde werken voor blaasensemble in kamermuziekbezetting, stukken voor fluit, harp en cello, een ouverture voor orkest en een orkestratie van Bachs Musikalisches Opfer. Hij gaf ook een verzameling uit van klassieke en hedendaagse Franse muziek. Tot slot schreef hij de methode voor fagot  Enseignement Complet du Basson, in drie delen, uitgegeven door Alphonse Leduc. 

## Onderscheidingen
Oubradous werd door de Franse overheid onderscheiden met een benoeming als Officier in het Legioen van Eer, Commandeur in de Orde van Kunsten en Letteren en als Officier in de Nationale Orde van Verdienste. Voor zijn opnames van de fagotconcerten van Weber en Mozart in 1938 en 1939 kreeg hij de Grand Prix du Disque.
- Bibsys: 13062890
- Biblioteca Nacional de España: XX1731580
- Bibliothèque nationale de France: cb13898144n (data)
- CiNii: DA09175386
- Gemeinsame Normdatei: 12462782X
- International Standard Name Identifier: 0000 0000 6639 3944
- Library of Congress Control Number: n82105347
- MusicBrainz: 53f6a9cf-8793-411c-9a0e-464eb86ba673
- Nationale bibliotheek van Australië: 35696128
- Nationale Bibliotheek van Israël: 987007266240505171
- Nederlandse Thesaurus van Auteursnamen: 157232484
- Réseau des bibliothèques de Suisse occidentale: 02-A003662179
- SNAC: w6s30576
- Système universitaire de documentation: 15501742X
- Trove: 1046588
- Virtual International Authority File: 54333455
- WorldCat: E39PBJmpcXfDYBrmDXprY8QKBP